# Roberto Vestrini
Roberto Vestrini (Livorno, 30 de enero de 1908-Livorno, 12 de marzo de 1966) fue un deportista italiano que compitió en remo. Fue hermano de los también remreros Pier Luigi Vestrini y Renzo Vestrini.
Participó en los Juegos Olímpicos de Los Ángeles 1932, obteniendo una medalla de plata en la prueba de ocho con timonel. Ganó dos medallas en el Campeonato Europeo de Remo, oro en 1929 y plata en 1930.

## Palmarés internacional
| Juegos Olímpicos   | Juegos Olímpicos             | Juegos Olímpicos | Juegos Olímpicos |
| Año                | Lugar                        | Medalla          | Prueba           |
| ------------------ | ---------------------------- | ---------------- | ---------------- |
| 1932               | Los Ángeles (Estados Unidos) | Medalla de plata | Ocho con timonel |
| Campeonato Europeo |                              |                  |                  |
| Año                | Lugar                        | Medalla          | Prueba           |
| 1929               | Bydgoszcz (Polonia)          | Medalla de oro   | Ocho con timonel |
| 1930               | Lieja (Bélgica)              | Medalla de plata | Ocho con timonel |